# Merida (Disney)
Merida là nhân vật chính trong bộ phim Công chúa tóc xù, do Pixar Animation Studios sản xuất và Walt Disney Pictures phát hành năm 2012.

## Ngoại hình
Merida có mái tóc xù rơm phóng khoáng màu hung đỏ, buông xõa tự nhiên. Với kiểu tóc quyến rũ này bề ngoài của cô toát lên vẻ mạnh mẽ, khỏe khoắn, luôn trong tư thế bất chấp mọi thứ và sẵn sàng sải bước. Cô cũng không phải lo lắng chải buộc mỗi khi thức dậy và thỏa sức nô đùa trong gió..

## Cá tính
Trong phim Công chúa tóc xù, công chúa Merida xinh đẹp không muốn kết hôn, cô muốn sống độc lập theo ý thích của mình chứ không phải khép nép theo những luật lệ gò bó của hoàng gia. Cô để mái tóc xõa tung trong gió, cưỡi ngựa trong rừng và bắn cung thẳng vào mặt trời, những thứ mà một công chúa đoan trang không làm.

## Cuộc đời
Trong bộ phim này, Merida là con gái 16 tuổi bướng bỉnh của hoàng hậu Elinor. Nàng vô cùng dũng cảm và say mê tự do. Do không đồng ý cuộc hôn nhân sắp đặt, nàng bỏ đi và được một phù thủy cho một chiếc bánh có phép thuật làm thay đổi suy nghĩ của mẹ mình. Nhưng bà đã biến thành một con gấu đen. Nàng quyết định phá bỏ lời nguyền và trở về lâu đài.
Các bộ lạc đang trên bờ vực chiến tranh vì chuyện gả chồng cho Merida. Nhưng nàng nói rằng con cái có quyền muốn kết hôn khi nào và với ai tùy thích. Họ chấp nhận thay đổi luật lệ và cùng nhau đoàn kết chống lại Mordu, một con gấu ma quỷ. Merida vá lại tấm thảm mà trước đó nàng đã làm rách và hòa giải với mẹ. Cả gia đình hạnh phúc đoàn tụ bên nhau. Các tộc trưởng đi thuyền về vương quốc của họ và Merida cùng mẹ vui vẻ cưỡi ngựa dọc khắp cao nguyên.